# Сыровый, Ян
Ян Сы́ровый (чеш. Jan Syrový; 24 января 1888 — 17 октября 1970) — командир чехословацких легионов в России и премьер-министр Чехословакии во время подписания Мюнхенского договора в 1938 году.

## Биография
Родился в городе Тршебич в Моравии. Изучал строительство в техникуме. После этого он учился в техническом колледже в России. Начал свою карьеру в австро-венгерской армии.
Когда началась Первая мировая война, был в Варшаве и добровольно вступил в русскую армию как рядовой. Участвовал в битве у Зборова, стал офицером. Уже в генеральской должности принял командование чехословацкими легионами. Осуществлял общее руководство чехословацким корпусом в период восстания против большевиков.
Выдал Политцентру адмирала А. В. Колчака, приблизив его расстрел большевиками. Узнав об этом, генерал Каппель вызвал командующего чехами и словаками Яна Сырового на дуэль, однако не получил от него ответа на вызов. После возвращения в Чехословакию в 1920 году был начальником генштаба, министром обороны, премьер-министром. После отставки правительства Милана Годжи, 23 сентября 1938 года, был назначен премьер-министром и министром национальной обороны. После принятия Бенешем условий Мюнхенского соглашения отдал приказ не обороняться против наступающего вермахта. 5 октября Бенеш подаёт в отставку, и Сыровый временно исполняет обязанности президента вплоть до избрания Эмиля Гаха 30 ноября. 1 декабря 1938 года Рудольф Беран сменяет его на посту премьер-министра, но в должности министра национальной обороны Сыровый остается до 27 апреля 1939 года.
После захвата Чехии ушёл из политики и держал нейтралитет. 14 мая 1945 года был арестован и обвинён в сотрудничестве с оккупантами. В 1947 году Национальный суд признал его виновным и приговорил к двадцати годам лишения свободы. Сыровый посчитал приговор суда несправедливым. Освобождён по амнистии в 1960 году. Умер в Праге, похоронен на Ольшанском кладбище.

## Награды
| Страна             | Награда                                                                  | Награда                                                                  | Литеры |
| ------------------ | ------------------------------------------------------------------------ | ------------------------------------------------------------------------ | ------ |
| Чехословакия       | Орден Сокола с мечами                                                    | Орден Сокола с мечами                                                    |        |
| Чехословакия       | Военный крест 1918, пятикратно                                           | Военный крест 1918, пятикратно                                           |        |
| Чехословакия       | Медаль Победы                                                            | Медаль Победы                                                            |        |
| Чехословакия       | Чехословацкая революционная медаль с планками «Č.D.», «Zborov», «1», «2» | Чехословацкая революционная медаль с планками «Č.D.», «Zborov», «1», «2» |        |
| Бельгия            | Офицер ордена Короны                                                     | Офицер ордена Короны                                                     |        |
| Бельгия            | Военный крест                                                            | Военный крест                                                            |        |
| Эстония            | Орден Орлиного креста 1 степени                                          | Орден Орлиного креста 1 степени                                          |        |
| Франция            | Великий офицер                                                           | ордена Почётного легиона                                                 |        |
| Франция            | Командор                                                                 | ордена Почётного легиона                                                 |        |
| Франция            | Офицер                                                                   | ордена Почётного легиона                                                 |        |
| Франция            | Кавалер                                                                  | ордена Почётного легиона                                                 |        |
| Франция            | Военный крест с пальмовой ветвью                                         | Военный крест с пальмовой ветвью                                         |        |
| Греция             | Кавалер Большого креста орден Феникса                                    | Кавалер Большого креста орден Феникса                                    |        |
| Греция             | Медаль «За военные заслуги»                                              | Медаль «За военные заслуги»                                              |        |
| Италия             | Великий офицер ордена Короны Италии                                      | Великий офицер ордена Короны Италии                                      |        |
| Италия             | Крест Военных заслуг                                                     | Крест Военных заслуг                                                     |        |
| Югославия          | Кавалер Большого креста ордена Святого Саввы                             | Кавалер Большого креста ордена Святого Саввы                             |        |
| Югославия          | Кавалер Большого креста                                                  | ордена Белого орла                                                       |        |
| Югославия          | Великий офицер                                                           | ордена Белого орла                                                       |        |
| Югославия          | Гранд-офицер ордена Звезды Карагеоргия                                   | Гранд-офицер ордена Звезды Карагеоргия                                   |        |
| Литва              | Кавалер Большого командорского креста ордена Витиса                      | Кавалер Большого командорского креста ордена Витиса                      |        |
| Латвия             | Кавалер ордена Лачплесиса 2 степени                                      | Кавалер ордена Лачплесиса 2 степени                                      |        |
| Латвия             | Гранд-офицер ордена Трёх звёзд                                           | Гранд-офицер ордена Трёх звёзд                                           |        |
| Марокко            | Кавалер Большой ленты ордена Алауитского трона                           | Кавалер Большой ленты ордена Алауитского трона                           |        |
| Польша             | Командорский крест со звездой ордена «Возрождение Польши»                | Командорский крест со звездой ордена «Возрождение Польши»                |        |
| Румыния            | Большой крест ордена Звезды Румынии                                      | Большой крест ордена Звезды Румынии                                      |        |
| Румыния            | Гранд-офицер ордена Короны Румынии                                       | Гранд-офицер ордена Короны Румынии                                       |        |
| Румыния            | Кавалер Большого креста ордена «За верную службу»                        | Кавалер Большого креста ордена «За верную службу»                        |        |
| Румыния            | Памятный крест 1916-1919 с планкой «Siberia»                             | Памятный крест 1916-1919 с планкой «Siberia»                             |        |
| Российская империя | Орден святого Георгия 4 степени                                          | Орден святого Георгия 4 степени                                          |        |
| Российская империя | Орден святого Владимира 4 степени                                        | Орден святого Владимира 4 степени                                        |        |
| Российская империя | Орден святой Анны 4 степени                                              | Орден святой Анны 4 степени                                              |        |
| Российская империя | Орден святого Станислава 3 степени                                       | Орден святого Станислава 3 степени                                       |        |
| Тунис              | Кавалер Большой ленты ордена Славы                                       | Кавалер Большой ленты ордена Славы                                       |        |
| Великобритания     | Рыцарь-командор ордена Бани                                              | Рыцарь-командор ордена Бани                                              | KCB    |
| Япония             | кавалер ордена Священного сокровища 2 степени                            | кавалер ордена Священного сокровища 2 степени                            |        |